# Classical crossover
Classical crossover, adesea pop opera, adesea popera (mai ales în cercurile criticilor și editorilor muzicali) sau Operatic pop este un sub-gen al muzicii pop, caracterizat de interpretarea unor cântece pop cunoscute în maniera operei sau operetei.
Și în direcția inversă, așa cum se întâmplă frecvent, popera poate împrumuta cântece, arii, fragmente, motive din operă și muzica clasică pentru a le converti într-o interpretare stilizată în stilurile pop, electronic, techno, ș.a.m.d..

## Cântăreți cunoscuți de pop opera
- Alberti, Willy
- Arena, Romina
- Berger, Petra
- Beamish, Liza
- Bocelli, Andrea
- Brightman, Sarah
- Buanne, Patrizio
- Church, Charlotte
- Dmitriy Yankovskiy
- Franchi, Sergio
- Frangoulis, Mario
- Fumanti, Giorgia
- Garrett, Lesley
- Giordano, Filippa
- Gotar, Alenka[1]
- Grigolo, Vittorio
- Jackson, Michael
- Jenkins, Katherine
- Jones, Aled
- Kvatro
- Lopez, Adam
- Marsh, Natasha
- McDermott, John
- Safina, Alessandro[2]
- Shapplin, Emma
- Sissel
- Sophe Lux
- Procter-Moore, Kathleen
- Spence, Nicky
- Taylor, Becky Jane
- Townsend, Yulia
- Vitas
- Wainwright, Rufus
- Watson, Russell
- Westenra, Hayley

## Grupuri de pop opera
- Andiamo[3]
- Amici Forever
- East Village Opera Company
- G4[4]
- Gli Scapoli
- Ianna si Arpeggione[5]
- Il Divo[6]
- Il Volo
- Ten Tenors, The
- Three Graces
- Trans Siberian Orchestra
- Project NeoClassic